# Hrašenski Vrh
Hrašenski Vrh – wieś w Słowenii, w gminie Radenci. W 2018 roku liczyła 110 mieszkańców.